# علم الأشنة

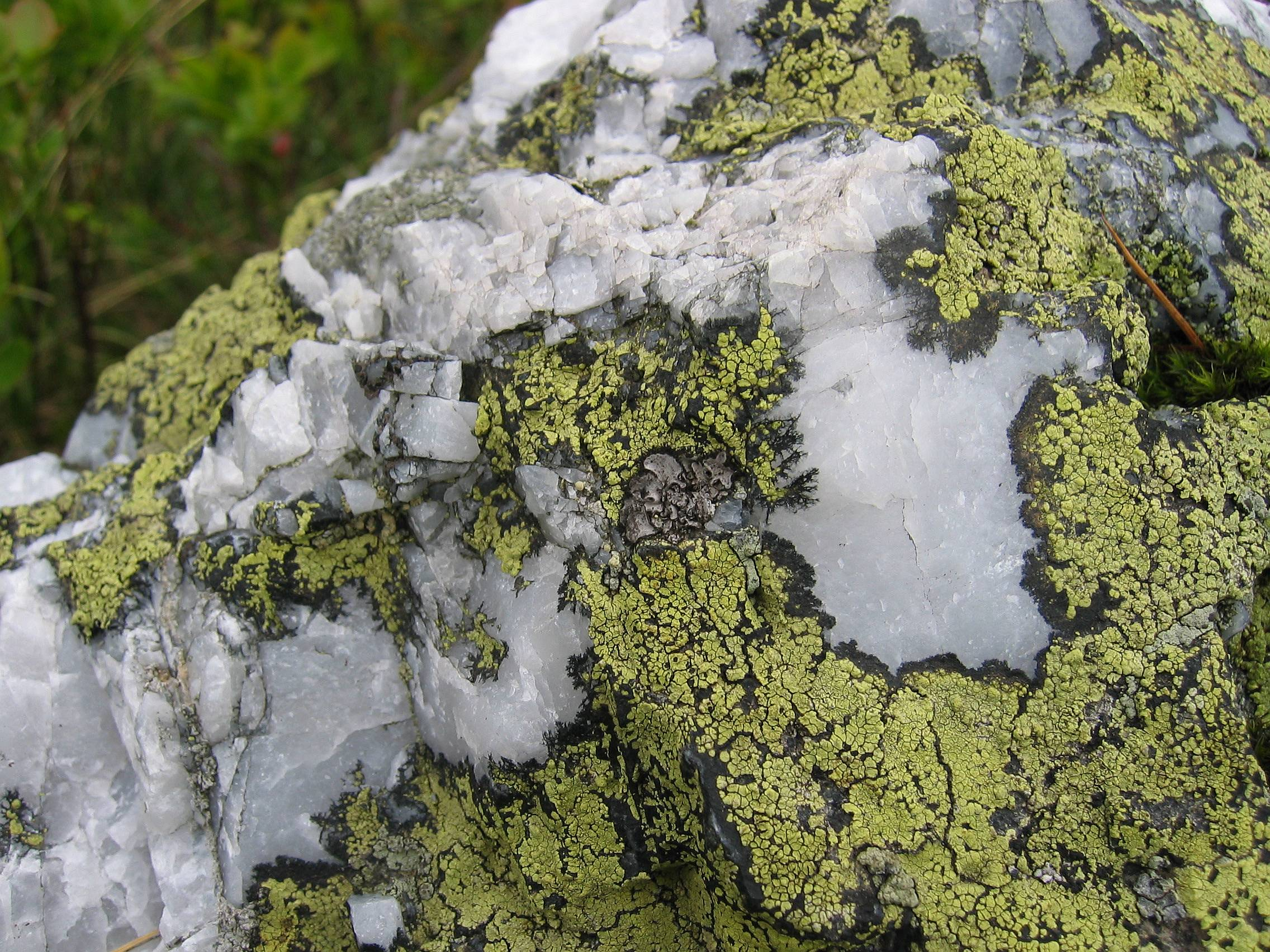

علم الأشنة أو علم الأشنيات (بالإنجليزية: Lichenology)، هو فرع من علم الفطريات يدرس الأشنيات والكائنات التكافلية المكونة من ارتباط تكافلي حميم من الطحالب المجهرية (أو البكتيريا الزرقاء) مع الفطريات الخيطية. 
تستخلص دراسة الأشنات المعرفة من العديد من التخصصات؛ علم الفطريات، علم الطحالب، علم الأحياء الدقيقة وعلم النبات. يُعرف العلماء المتخصصين بعلم الأشنة باسم علماء الأشنة (بالإنجليزية: lichenologists).